# Sers (Armenia)
Sers – wieś w Armenii, w prowincji Wajoc Dzor. W 2011 roku liczyła 189 mieszkańców.